# Садки (Чортковский район)
Садки (укр. Садки) — село в Толстенской поселковой общине Чортковского района Тернопольской области Украины.
До 2020 года входило в Залещицкий район.
Код КОАТУУ — 6122087501. Население по переписи 2001 года составляло 1040 человек, по данным 2025 года - 805 человек.

## Географическое положение
Село Садки находится на правом берегу реки Джурин,
выше по течению на расстоянии в 2 км расположено село Кошиловцы.

## История
- 1469 год — дата основания.

## Объекты социальной сферы
- Школа.
- Клуб.
- Фельдшерско-акушерский пункт.

## Достопримечательности
- Братская могила советских воинов.